# Фокс-Лейк (Іллінойс)
Фокс-Лейк (англ. Fox Lake) — селище (англ. village) в США, в округах Лейк і Макгенрі штату Іллінойс. Населення — 10 978 осіб (2020).

## Географія
Фокс-Лейк розташований за координатами 42°25′35″ пн. ш. 88°10′55″ зх. д. / 42.42639° пн. ш. 88.18194° зх. д. (42.426437, -88.181919).  За даними Бюро перепису населення США в 2010 році селище мало площу 25,74 км², з яких 21,02 км² — суходіл та 4,72 км² — водойми. В 2017 році площа становила 24,32 км², з яких 20,17 км² — суходіл та 4,15 км² — водойми.

## Демографія
Згідно з переписом 2010 року, у селищі мешкало 10 579 осіб у 4770 домогосподарствах у складі 2659 родин. Густота населення становила 411 особа/км².  Було 5622 помешкання (218/км²).
Расовий склад населення:
| - 92,8 % — білих - 1,0 % — чорних або афроамериканців - 1,0 % — азіатів - 0,3 % — корінних американців - 2,8 % — осіб інших рас |

До двох чи більше рас належало 2,1 %. Частка іспаномовних становила 8,9 % від усіх жителів.
За віковим діапазоном населення розподілялося таким чином: 20,4 % — особи молодші 18 років, 64,3 % — особи у віці 18—64 років, 15,3 % — особи у віці 65 років та старші. Медіана віку мешканця становила 40,9 року. На 100 осіб жіночої статі у селищі припадало 96,0 чоловіків;  на 100 жінок у віці від 18 років та старших — 95,0 чоловіків також старших 18 років.
Середній дохід на одне домашнє господарство  становив 68 632 долари США (медіана — 56 208), а середній дохід на одну сім'ю — 83 289 доларів (медіана — 70 026). Медіана доходів становила 52 157 доларів для чоловіків та 42 370 доларів для жінок. За межею бідності перебувало 11,4 % осіб, у тому числі 14,2 % дітей у віці до 18 років та 11,5 % осіб у віці 65 років та старших.
Цивільне працевлаштоване населення становило 5233 особи. Основні галузі зайнятості: виробництво — 19,8 %, освіта, охорона здоров'я та соціальна допомога — 16,1 %, роздрібна торгівля — 13,1 %, науковці, спеціалісти, менеджери — 11,5 %.